# Hartmut Holzhey
Hartmut Holzhey (* 24. November 1957 in Saalfeld) war von 2012 bis 2014 parteiloser Landrat des Thüringer Landkreises Saalfeld-Rudolstadt.

## Leben
Holzhey wuchs im Saalfelder Ortsteil Remschütz mit zwölf Geschwistern auf. Seinen Wehrdienst leistete er von 1976 bis 1978 ab. Holzhey machte eine Ausbildung zum Zootechniker und absolvierte danach das Studium zum Agraringenieur. Er arbeitete als Schichtleiter, Leiter Reproduktion und Leiter Tierproduktion in der LPG „Drognitzer Höhe“ in Drognitz und „Steinerne Heide“ in Großgeschwenda. Nach der Wende war er Betriebsleiter von Walter Transporte und ab 1993 Geschäftsführender Gesellschafter der eigenen Firma Loquitz Trans GmbH in Könitz.
In Erscheinung trat Holzhey mit Projekten wie der Wirtschaftsinitiative „Saalfelder Denkanstoß“ zur Verbesserung der Verkehrsinfrastruktur oder der Stauseeinitiative zur Verbesserung der Infrastruktur vor allem rund um den Hohenwarte-Stausee, bspw. mit dem Vorschlag des Wiederaufbaus der Brücke an der Linkenmühle.
Bei den Landratswahlen 2012 trat der von 1978 bis 1991 der SED/PDS angehörende und seitdem parteilose Holzhey gegen die SPD-Kandidatin Marion Philipp an. Gegen die damalige Amtsinhaberin setzte er sich mit 59 % der Stimmen durch.
Holzhey legte sein Amt als Landrat zum 30. September 2014 aufgrund eines Hörsturzes nieder.

Holzhey ist er in zweiter Ehe verheiratet und hat vier Kinder.